# Месяц в деревне (спектакль, 1969)
«Ме́сяц в дере́вне» — спектакль Московского драматического театра им. М. Н. Ермоловой, поставленный Екатериной Еланской по одноимённой пьесе Ивана Тургенева в 1969 году (премьера состоялась 1 января). Записан для телевидения в 1973 году.

## Сюжет
История разворачивается в имении Ислаева, где в одно время собираются хозяева, друг семьи Ракитин, молодой учитель Беляев, доктор Шпигельский, престарелый ухажёр Большинцов... У каждого из них — собственная история любви.

## В ролях
| Актёр               | Роль                                    |
| ------------------- | --------------------------------------- |
| Александр Калягин   | богатый помещик Аркадий Сергеич Ислаев  |
| Евгения Уралова     | жена Ислаева Наталья Петровна           |
| Никита Круглый      | сын Ислаевых Коля                       |
| Лев Круглый         | друг дома Михайло Александрович Ракитин |
| Лариса Гребенщикова | Верочка                                 |
| Эда Урусова         | мать Ислаева Анна Семеновна             |
| Екатерина Васильева | компаньонка Лизавета Богдановна         |
| В. Быстров          | студент Алексей Николаевич Беляев       |
| Н. Бриллинг         | немец-гувернёр Шааф                     |
| В. Лакирев          | доктор Игнатий Ильич Шпигельский        |
| Юрий Медведев       | сосед Афанасий Иванович Большинцов      |
| В. Иванова          | служанка Катя                           |
| Владимир Петченко   | слуга Матвей                            |

В спектакле звучат романсы на стихи Ивана Тургенева. Партию рояля исполняет Н. Кролевецкая, партию гитары — В. Денисов

## Создатели спектакля
- Режиссёр-постановщик — Екатерина Еланская
- Художники — Валентина Лалевич и Николай Сосунов

### Создатели телеверсии
- Оператор: Андрей Тюпкин
- Художник: И. Романовский